# Markku Maatela
Markku Maatela (* 10. April 1941 in Rovaniemi) ist ein ehemaliger finnischer Skispringer.

## Werdegang
Maatela machte bei der Vierschanzentournee 1959/60 erstmals international auf sich aufmerksam, nachdem er im Vorjahr nur als Ersatzmann zur Nordischen Skiweltmeisterschaft gereist war. Nachdem er beim Auftaktspringen auf der Schattenbergschanze in Oberstdorf bereits als 16. einen guten Platz erreichte, wurde er auf der Olympiaschanze in Garmisch-Partenkirchen am Ende Achter. Nach einem zehnten Platz in Innsbruck beendete er die Tournee mit einem 27. Platz auf der Paul-Außerleitner-Schanze in Bischofshofen. In der Gesamtwertung erreichte er damit Rang 13.
1960 gewann Maatela die Skiflugwochen in Vikersund. Ein Jahr später wurde er Siebenter beim Skifliegen in Oberstdorf und setzte dabei mit 136 Metern den seinerzeit weitesten Sprung für einen Finnen.
Für die Nordischen Skiweltmeisterschaften 1962 in Zakopane verpasste Maatela die Qualifikation knapp.
Maatelas Bruder Martti Maatela war als Nordischer Kombinierer erfolgreich.

## Erfolge

### Vierschanzentournee-Platzierungen
| Saison  | Platz | Punkte |
| ------- | ----- | ------ |
| 1959/60 | 13.   | 806,7  |